# Huayin
Huayin (华阴市S, Huàyīn ShìP) è una città-contea della Cina, situata nella provincia dello Shaanxi e amministrata dalla prefettura di Weinan.